# Riksdag (Tysk-romerska riket)

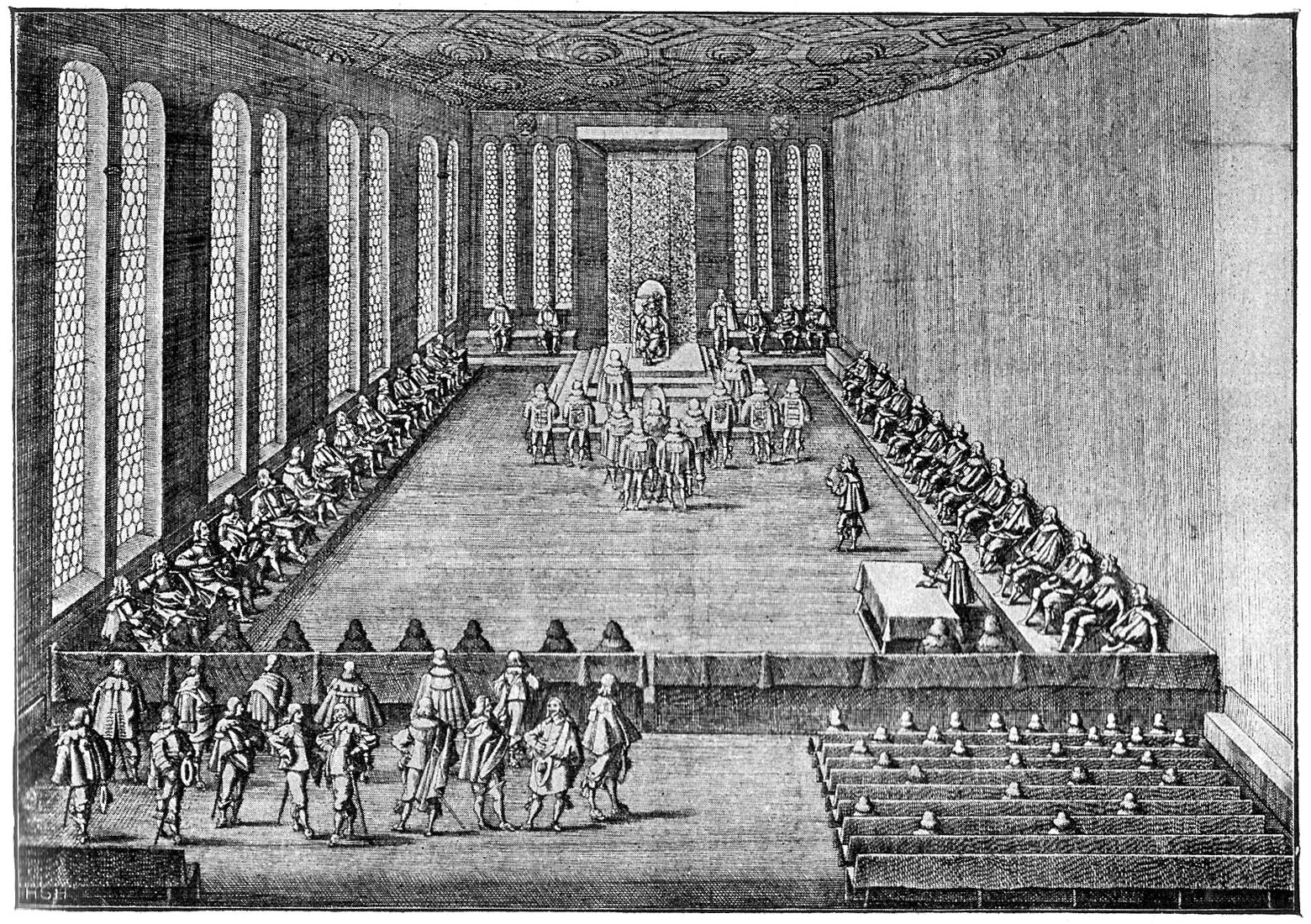
Ständiga riksdagens säte i Regensburg, gravyr av Matthäus Merian från 1640.

Riksdagen (latin: Dieta Imperii; tyska: Reichstag) var en beteckning för riksständernas församling i Tysk-romerska riket. Det var en utveckling av högmedeltidens hovdagar där rikets förnämsta adelsmän och präster sammanträdde på order av kejsaren eller romarnas kung för att diskutera enskilda feodalherrar. Den tysk-romerska riksdagens befogenheter och sammansättning förändrades dramatiskt över århundradena men formaliserades först i slutet på 1400-talet.

## Historia

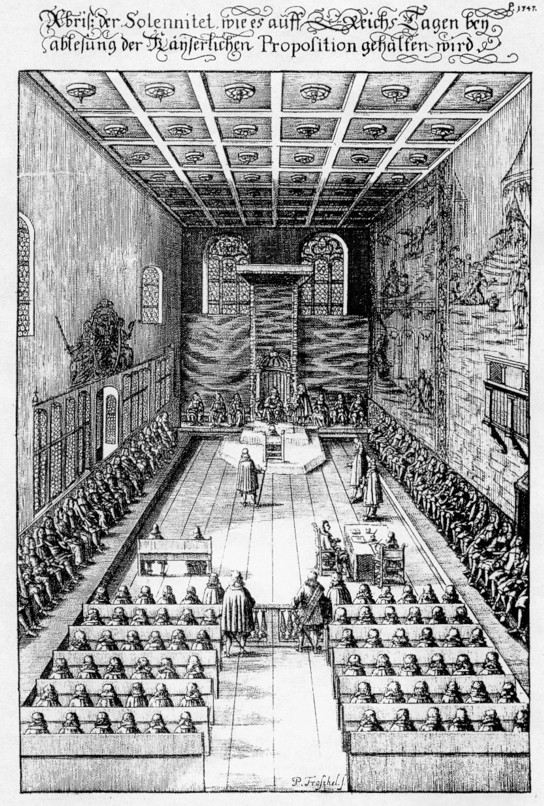
Invigning av den kejserliga riksdagen i Regensburg. På tronen sitter kejsaren och bredvid honom kurfurstarna. Längs salens vänstersida sitter de världsliga furstarna. Längs högersidan sitter de andliga furstarna. I förgrunden sitter riksstädernas representanter. Gravyr från 1675.

I början hölls riksdagarna utan fasta regler på den tysk-romerske kejsarens begäran, men de utvecklades så småningom från s.k. hovdagar till en formell institution som slutligen nämndes i riksförfattningen 1495. Fram till 1500-talet hölls riksdagarna med olika mellanrum omväxlande i en biskopsstad och i en riksstad. Riksdagen var riksständernas sätt att på ett ordnat sätt utöva makt mot kejsaren men relationen mellan kejsaren och riksdagen reglerades definitivt först i och med slutet av trettioåriga kriget 1648. Då bestämdes det att kejsaren var skyldig att lyda riksdagens beslut, vilket tydligt underminerade de sista resterna av politisk centralmakt i riket.
Sedan 1663 fanns det den så kallade ständigt församlade riksdagen (tyska: Immerwährender Reichstag) i Regensburg, dvs. riksdagen hölls inte längre i olika städer med stora mellanrum utan blev en permanent institution som inte längre upplöstes efter varje sittning. Dessutom kom inte längre furstarna själva till riksdagen utan representerades av sändebud. Napoleonkrigen ledde till hela Tysk-romerska rikets upplösning år 1806 och med det försvann även den gamla riksdagen som samlande institution för de tyska staterna. Senare inrättades emellertid riksdagar för både Nordtyska förbundet och det efterföljande Tyska kejsardömet.

## Sammansättning
Sedan år 1489 utgjordes den kejserliga riksdagen av tre kollegier, ett för varje riksstånd enligt den medeltida tyska ståndsindelningen. Varje riksstånd hade initiativrätt och absolut veto mot de andra två. Inom ständerna gällde enkel majoritetsprincip förutom i religionspolitiska frågor. Kejsarens egna propositioner behandlades först av Kurfursterådet och därefter Riksfursterådet. Om dessa två röstade för propositionen föll det på riksstäderna att godkänna förslaget för att därefter ratificeras av kejsaren.

### Kurfursterådet
Kurfursterådet (tyska: Kurfürstenrat) representerade det första ståndet, kurfurstarna, och var det förnämsta av riksdagens tre kollegier. Rådet hade ursprungligen sju röster, en för varje kurfurste erkänd i 1356 års gyllene bulla. Dessa var tre andliga:
- Ärkebiskopen av Mainz
- Ärkebiskopen av Trier
- Ärkebiskopen av Köln

Fyra världsliga:
- Pfalzgreven vid Rhen
- Hertigen av Sachsen
- Markgreven av Brandenburg
- Kungen av Böhmen

Antalet varierade de kommande århundradena men uppgick vid 1700-talets slut till åtta. De tre ärkebiskoparnas kurfurstendömen försvann år 1803 under franska revolutionskrigens sekularisering och antalet sjönk därmed till fem. Istället upphöjdes fyra nya världsliga kurfurstar och antalet röster i rådet var år 1806 nio. Talman var ärkebiskopen av Mainz i egenskap av riksärkekansler.

### Riksfursterådet
Riksfursterådet (tyska: Reichsfürstenrat) var den kejserliga riksdagens andra kollegium och representerade riksfurstarna, det andra ståndet. Rådet var uppdelat i en andlig och en världslig bänk som vid 1700-talets slut hade totalt 100 röster varav 94 enkla och 6 kollektiva. Röstberättigade var världsliga furstar som riksgrevar och riksomedelbara friherrar liksom andliga furstar som furstbiskopar och furstabbotar. Ledamöter kunde ha antingen en enkel, personlig röst (tyska: Virilstimme) eller en kollektiv röst (tyska: Kuriatstimme). Enkla röster var fram till 1582 bundna till en ätt och vid ättens utdöende kunde ett furstehus alltså förlora sin rösträtt. Efter 1582 kopplades rösterna istället till territorium vilket innebar att en furste som härskade över olika stater kunde samla på sig fler än en röst. I slutet av 1700-talet hade till exempel kurfursten av Brandenburg i egenskap av överhuvud för huset Hohenzollern totalt åtta röster i Riksfursterådet genom de olika grevskap som familjen regerade över, vilka var och ett gav en röst.
De ickefurstliga ledamöterna som förfogade över de minsta territorierna indelades i särskilda bänkar där de röstade. Bänkens segrande röstsida avgjorde dess kollektiva röst. Totalt fanns sex kollektiva röster i hela Riksfursterådet, var och en lika mycket värd som en enskild enkel röst för furstar. Världsliga bänkar för ickefurstliga grevar och friherrar:
- Wetterauiska grevebänken
- Schwabiska riksgrevekollegiet
- Frankiska riksgrevekollegiet
- Westfaliska grevebänken

Andliga bänkar för ickefurstliga riksprelater.
- Schwabiska riksprelatkollegiet
- Rhenska riksprelatkollegiet

Talman för den andliga bänken var ärkehertigen av Österrike och talman för den världsliga bänken var hertigen av Bayern. Talman för hela Riksfursterådet var omväxlande den världslige ärkehertigen av Österrike och den andlige ärkebiskopen av Salzburg. Anledningen att en sekulär furste förde ordet på den andliga bänken var att Österrike inte fick igenom sina anspråk på att föra den världsliga bänkens talan.

### Riksstädernas kollegium
Det sista riksståndet enligt 1489 års riksdagsuppdelning var riksstäderna. Deras röst hade mindre vikt än de andra två och kunde ignoreras helt för furstliga angelägenheter. Först år 1582 fastslogs riksstädernas inflytande i riksdagen. Medlemmarna hade enskilda röster men delades upp på två bänkar:
- Schwabiska stadsbänken
- Rhenska stadsbänken

Precis innan franska revolutionskrigens utbrott 1792 var 14 städer representerade på den rhenska bänken och 37 på den schwabiska. Kollegiets talan fördes av den riksstad som var värd för den sammanträdande riksdagen, sedan 1663 alltid Regensburg.

## Städer och platser, där hov- och riksdagar hölls
| År        | Stad                                                                                 | Ordförande                         | Händelse                                                               |
| --------- | ------------------------------------------------------------------------------------ | ---------------------------------- | ---------------------------------------------------------------------- |
| 754       | Quierzy                                                                              |                                    |                                                                        |
| 777       | Paderborn                                                                            |                                    |                                                                        |
| 782       | Lippsringe                                                                           |                                    | Annektering av gamla Sachsen                                           |
| 788       | Ingelheim am Rhein                                                                   |                                    | Avsättning av Tassilo III                                              |
| 799       | Paderborn                                                                            |                                    | Karl den store kommer överens med påven Leo III om kröning av kejsaren |
| 806       | Diedenhofen                                                                          |                                    | Uppdelning av riket i tre delar                                        |
| 817       | Aachen                                                                               |                                    |                                                                        |
| 829       | Worms                                                                                |                                    |                                                                        |
| 831       | Aachen                                                                               |                                    |                                                                        |
| 835       | Diedenhofen                                                                          |                                    |                                                                        |
| 872       | Forchheim                                                                            | Ludvig den tyske                   |                                                                        |
| 874       | Forchheim                                                                            | Ludvig den tyske                   | Frågor angående arv och efterträdande                                  |
| 887       | Tibur                                                                                |                                    |                                                                        |
| 889       | Forchheim                                                                            | Arnulf av Kärnten                  |                                                                        |
| 892       | Forchheim                                                                            | Arnulf av Kärnten                  | Planering av krig mot slaverna                                         |
| 896       | Forchheim                                                                            | Arnulf av Kärnten                  |                                                                        |
| 903       | Forchheim                                                                            | Ludvig barnet                      | Dödsdom till den babenbergska rebellen Adalhard                        |
| 907       | Forchheim                                                                            | Ludvig barnet                      | Samtal över angrepp av ungersk trupp i Hertigdömet Sachsen och Bayern  |
| 911       | Forchheim                                                                            |                                    | Val av Konrad I till kung                                              |
| 914       | Forchheim                                                                            | Konrad I                           | Beslut om krig mot hertig Arnulf I av Bayern                           |
| 926       | Worms                                                                                | Henrik I av Sachsen                |                                                                        |
| 952       | på Lechfeld nära Augsburg                                                            | Otto den store                     |                                                                        |
| 961       | Forchheim                                                                            | Otto den store                     |                                                                        |
| 967       | Ravenna                                                                              | Otto den store                     |                                                                        |
| 972       | Quedlinburg                                                                          |                                    |                                                                        |
| 976       | Regensburg                                                                           |                                    |                                                                        |
| 983       | Verona                                                                               |                                    | Val av Otto III                                                        |
| 1066      | Tibur                                                                                |                                    |                                                                        |
| 1076      | Worms                                                                                | Henrik IV                          |                                                                        |
| 1077      | Augsburg                                                                             |                                    |                                                                        |
| 1098      | Mainz                                                                                | Henrik IV                          |                                                                        |
| 1105      | Ingelheim                                                                            | Henrik IV                          |                                                                        |
| 1119      | Tibur                                                                                | Henrik V                           |                                                                        |
| 1122      | Worms                                                                                | Henrik V                           |                                                                        |
| 1147      | Frankfurt am Main                                                                    |                                    |                                                                        |
| 1152      | Merseburg                                                                            | Fredrik I Barbarossa               |                                                                        |
| 1157      | Bisanz                                                                               | Fredrik I Barbarossa               |                                                                        |
| 1158      | på ronkaliska fält                                                                   | Fredrik I Barbarossa               |                                                                        |
| 1165      | Würzburg                                                                             | Fredrik I Barbarossa               |                                                                        |
| 1168      | Bamberg                                                                              | Fredrik I Barbarossa och Henrik VI |                                                                        |
| 1180      | Gelnhausen                                                                           | Henrik VI                          |                                                                        |
| 1181      | Erfurt                                                                               | Henrik VI                          |                                                                        |
| 1188      | Mainz                                                                                | Henrik VI                          |                                                                        |
| 1196      | Frankfurt am Main                                                                    | Henrik VI                          |                                                                        |
| 1235      | Mainz                                                                                | Fredrik II                         |                                                                        |
| 1287      | Würzburg                                                                             | Adolf av Nassau                    |                                                                        |
| 1338      | Frankfurt am Main                                                                    |                                    |                                                                        |
| 1379      | Frankfurt am Main                                                                    |                                    |                                                                        |
| 1356      | Nürnberg                                                                             | Karl IV                            | Gyllene bullan år 1356                                                 |
| 1389      | Eger                                                                                 | Wenzel av Luxemburg                | Lantfred av Eger                                                       |
| 1495      | Worms                                                                                | Maximilian I                       | Evig lantfred; Rikskammarrätten; Rikspfennig                           |
| 1496/97   | Lindau                                                                               |                                    |                                                                        |
| 1497/98   | Freiburg                                                                             |                                    |                                                                        |
| 1500      | Augsburg                                                                             |                                    |                                                                        |
| 1505      | Köln                                                                                 |                                    |                                                                        |
| 1507      | Konstanz                                                                             |                                    |                                                                        |
| 1512      | Trier                                                                                |                                    |                                                                        |
| 1518      | Augsburg                                                                             |                                    | Förhör av Martin Luther genom Kardinal Thomas Cajetan                  |
| 1521      | Worms                                                                                | Karl V                             | Befragning av Martin Luther, Ediktet i Worms                           |
| 1522      | Nürnberg I                                                                           |                                    |                                                                        |
| 1522/23   | Nürnberg II                                                                          |                                    |                                                                        |
| 1524      | Nürnberg III                                                                         |                                    |                                                                        |
| 1526      | Speyer I                                                                             |                                    | Fördraget i Worms upphör                                               |
| 1529      | Speyer II                                                                            |                                    | Återupptagning av Wormser ediktet och Protestation till Speyer         |
| 1530      | Augsburg                                                                             |                                    | Augsburgska bekännelsen                                                |
| 1532      | Regensburg                                                                           |                                    |                                                                        |
| 1541      | Augsburg                                                                             |                                    |                                                                        |
| 1542      | Speyer                                                                               |                                    |                                                                        |
| 1542      | Nürnberg                                                                             |                                    |                                                                        |
| 1543      | Nürnberg                                                                             |                                    |                                                                        |
| 1544      | Speyer                                                                               |                                    |                                                                        |
| 1548      | Regensburg                                                                           |                                    | Augsburgska interim                                                    |
| 1550/51   | Augsburg                                                                             |                                    |                                                                        |
| 1555      | Augsburg                                                                             |                                    | Augsburgska religionsfreden                                            |
| 1557      | Regensburg                                                                           |                                    |                                                                        |
| 1559      | Augsburg                                                                             |                                    |                                                                        |
| 1566      | Augsburg                                                                             |                                    |                                                                        |
| 1567      | Regensburg                                                                           |                                    |                                                                        |
| 1570      | Speyer                                                                               |                                    |                                                                        |
| 1576      | Regensburg                                                                           |                                    |                                                                        |
| 1582      | Augsburg                                                                             |                                    |                                                                        |
| 1594      | Regensburg                                                                           |                                    |                                                                        |
| 1597/98   | Regensburg                                                                           |                                    |                                                                        |
| 1603      | Regensburg                                                                           |                                    |                                                                        |
| 1608      | Regensburg                                                                           |                                    |                                                                        |
| 1613      | Regensburg                                                                           |                                    |                                                                        |
| 1640/41   | Regensburg                                                                           |                                    |                                                                        |
| 1653/54   | Regensburg                                                                           |                                    |                                                                        |
| 1663-1806 | i Riksdagssalen av Regensburgs rådhus som Immerwährender Reichstag (Ständig riksdag) |                                    |                                                                        |